# Fernando Hierro
Denna artikel handlar om en fotbollsspelare. För den kanariska ön, se El Hierro.
Fernando Ruiz Hierro, född 23 mars 1968 i  Vélez-Málaga är en spansk tidigare fotbollsspelare, som under sin storhetsperiod var kapten i den spanska klubben Real Madrid CF.
Hierro gjorde sin sista säsong säsongen 2004/2005, då i Bolton.
Hierro var förbundskapten för spanska landslaget från 13 juni 2018 till den 8 juli 2018 då han ledde laget över VM 2018 i Ryssland, efter att Julen Lopetegui fått sparken bara ett par dagar före VM-invigningen.

## Meriter
- Spanska ligan 5 (1990, 1995, 1997, 2001, 2003)
- Spanska cupen (Copa del Rey) 1 (1993)
- Spanska supercupen 4 (1990, 1993, 1997, 2001)
- UEFA Champions League 3 (1998, 2000, 2002)
- UEFA Super Cup 1 (2002)
- Interkontinentalcupen 2 (1998, 2002)